# تبریزلی
تبریزلی (به لاتین: Təbrizli) یک منطقه مسکونی در جمهوری آذربایجان است که در شهرستان لریک واقع شده‌است. تبریزلی ۱۵۵ نفر جمعیت دارد.